# Inskrypcja z Tummal
Inskrypcja z Tummal – nazwa stosowana przez sumerologów na określenie kroniki obudowywania miasta Tummal i świątyni Ninlil po każdym kolejnym jego zdobyciu. Inskrypcja rzuciła nowe światło na bieg dziejów Bliskiego Wschodu w starożytności i przyczyniła się do przewartościowania chronologii regionu. Tekst zawiera spis królów sprawujących rządy nad Tummal od połowy trzeciego tysiąclecia p.n.e. do XX wieku p.n.e.

## Odkrycie
Fragment inskrypcji z Tummal został odnaleziony na początku XX wieku w Tummal (dzielnica Nippur). W 1914 roku Arno Poebel opublikował jej tłumaczenie. Źródło było niepełne, brakowało dziesięciu pierwszych linijek. W 1955 roku Samuel Noah Kramer odnalazł brakujące fragmenty w zbiorach Muzeum Uniwersytetu Fr. Schillera w Jenie.
Źródło pochodzi z początku drugiego tysiąclecia p.n.e., gdy panującym w Nippur władcą był Iszbierra – założyciel I dynastii z Isin. Głównym tematem w tekście inskrypcji, sporządzonej zapewne z rozkazu króla, było podsumowanie dotychczasowych prac budowlanych w Tummal, gdzie znajdowała się świątynia bogini Ninlil.

## Treść inskrypcji
Inskrypcja rozpoczyna się informacją (wiersze 1–5) o tym, jak Enmebaraggesi zbudował w Tummal Dom Enlila, zaś jego syn Agga wzniósł świątynię na cześć opiekunki miasta – Ninlil. Główny schemat środkowej części inskrypcji z Tummal wygląda następująco:

Schemat

Po raz N Tummal zostało zburzone,

X zbudował gmach Y Domu Enlila,

Z, syn X,

Uczynił Tummal wspaniałym,

Wprowadził Ninlil do Tummal.

Wyjaśnienie schematu

N oznacza każde kolejne zburzenie miasta Tummal.

X i Z – imiona królów.

Y – to nazwa Domu Enlila, wznoszonego przez królów (X) po każdym (N) zburzeniu Tummal.

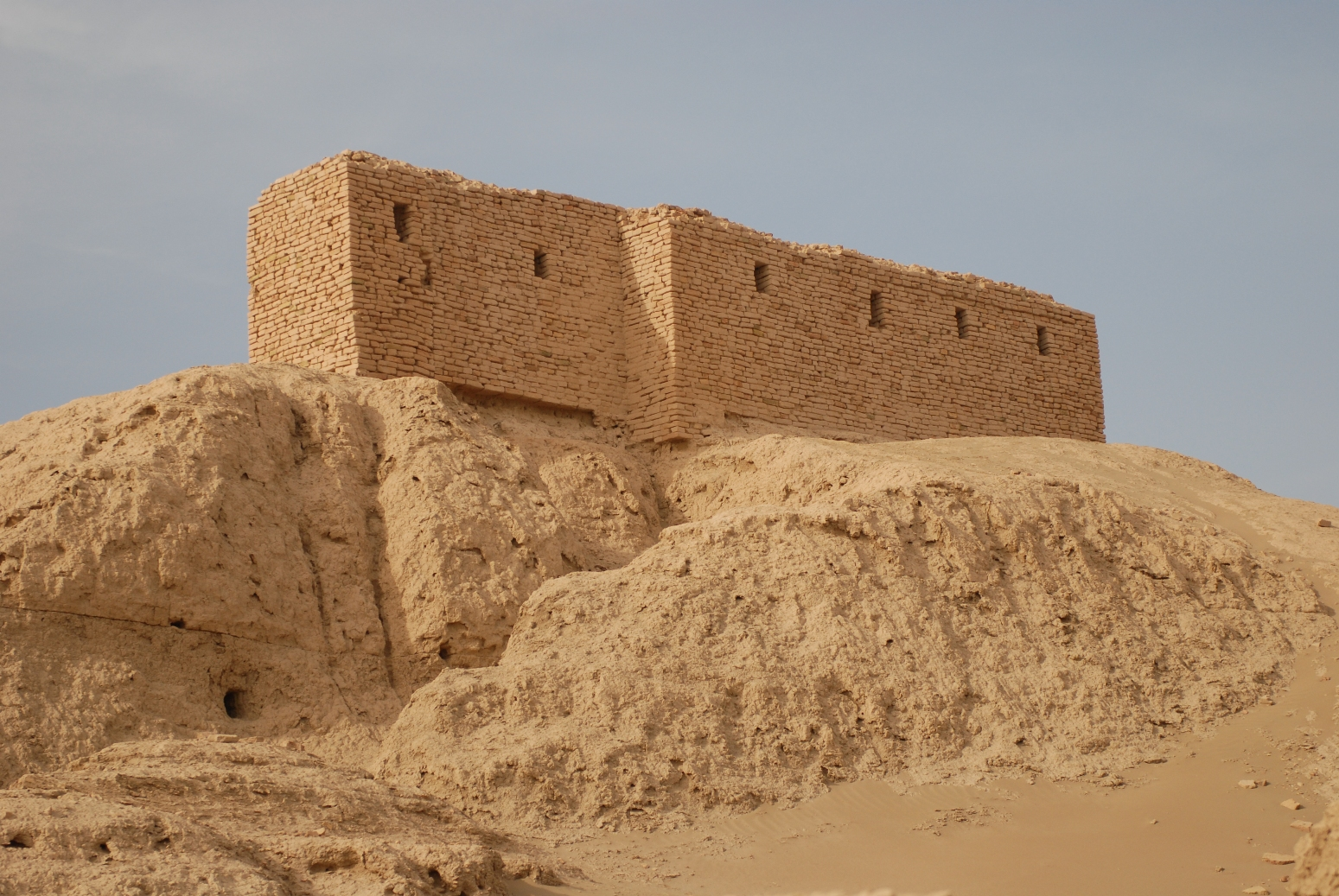
Ruiny świątyni w Nippur

Takich sekwencji w inskrypcji znajduje się cztery (wiersze 6–25):
wiersze 6–10 (pierwsze zburzenie Tumal): Mesannepada zbudował Burszuszna, Meskiagnanna odbudował świątynię Ninlil.
wiersze 11–15 (drugie zburzenie Tumal): Gilgamesz zbudował Numunburra, Urlugal odbudował świątynię Ninlil.
wiersze 16–20 (trzecie zburzenie Tumal): Nanne zbudował „Wysoki Park”, Meskiagnanna odbudował świątynię Ninlil.
wiersze 21–25 (czwarte zburzenie Tumal): Urnammu zbudował Ekur, Szulgi odbudował świątynię Ninlil.
Po piątym zburzeniu (wiersze 26–34) Tummal został odbudowany przez en Inanny z Uruk, zaś magazyn Enlila Ekurraigigalla wzniósł Iszbierra.

## Znaczenie inskrypcji
Inskrypcja z Tummal przyczyniła się do rewizji dotychczasowych ustaleń w zakresie chronologii Bliskiego Wschodu. Wcześniej, gdy nie była jeszcze znana, Thorkild Jacobsen przypuszczał, że I dynastia z Ur była współczesna drugiej połowie I dynastii z Uruk. Nie zgadzała się z nim jednak większa część naukowców, którzy na podstawie m.in. Eposu o Gilgameszu oraz badań archeologicznych wnioskowali, że współcześni sobie byli Gilgamesz (piąty władca I dynastii z Uruk) i Agga (ostatni król z I dynastii z Kisz), zaś Mesaneppada (I dynastia z Ur) rządził od stu do czterystu lat później.
Po analizie dostępnych źródeł z epoki Kramer podjął próby rekonstrukcji wydarzeń połowy III tysiąclecia p.n.e. I dynastia z Kisz chyliła się ku upadkowi. Jej dwaj ostatni władcy, Enmebaraggesi i Agga toczyli walkę z Mesannepada, założycielem I dynastii z Ur. Stolica Kisz i święte miasto Nippur zapewne zostały zdobyte i uzależnione od Ur (Mesannepada tytułował się odtąd królem Kisz, o czym świadczy odnaleziona pieczęć). Zdobywca zbudował Burszuszna, jeden z gmachów w kompleksie świątyń Enlila. Jego dzieło budownictwa kontynuował syn, Meskiagnanna. W tym samym czasie na potęgę urosło miasto Uruk, którego władca Gilgamesz podbił Kisz i zburzył Nippur.